# Glen Berry
Glen Berry (* 21. April 1978 in Romford, London) ist ein britischer Schauspieler.

## Leben
Berry begann bereits früh als Theaterschauspieler und besuchte die Schauspielschule von Anna Scher in London. Ab Mitte der 1990er-Jahre wurde er für diverse Fernsehserien und später auch für Filme verpflichtet. Seine bekannteste Rolle übernahm er 1996 als Jamie Gangel in dem preisgekrönten Coming-out-Film Beautiful Thing.
Nachdem seine Karriere im Erwachsenenalter nicht den gewünschten Verlauf nahm, verabschiedete er sich 2003 vom Schauspielerberuf. Im Jahr 2008 arbeitete er als Autoverkäufer in Chelmsford in Essex.

## Filmografie
- 1994: Between the Lines (Fernsehserie, 1 Folge)
- 1995: Grange Hill (Fernsehserie, 2 Folgen)
- 1995: Heißer Verdacht – Der Duft des Todes (Prime Suspect: The Scent of Darkness; Fernsehfilm)
- 1995: Casualty (Fernsehserie, 1 Folge)
- 1996: Beautiful Thing
- 1996: London's Burning (Fernsehserie, 1 Folge)
- 1996: London Bridge (Fernsehserie, 4 Folgen)
- 2001: My Brother Tom
- 2001: Inspector Barnaby (Midsomer Murders; Fernsehserie, Episode Destroying Angel)
- 2001: From Hell
- 2002: Alan's Story (Kurzfilm)
- 2003: Trust (Fernsehserie, 1 Folge)
- 2003: The Bill (Fernsehserie, 1 Folge)